# جون بوشامب نيكلسون
جون بوشامب نيكلسون (بالإنجليزية: John Beauchamp Nicholson)‏ هو مهندس معماري أسترالي، (و. 1852 – 2 ألفية م).